# 景公 (甘)
景公（けいこう）は、春秋時代の甘の君主。王子帯（昭公）の末裔。在位は成公の後、簡公の前である。
魯の昭公12年（紀元前530年）10月、悼公は成公・景公の族人を殺そうとした。成公・景公の族人は劉の献公を買収し、悼公を殺害した。成公の孫の甘鰍を立てた（平公）。景公の事績については言及されていない。
一説には成公・景公の族人は、周の成王・景王の族人とされている。